# Dorf Mecklenburg
Dorf Mecklenburg es un municipio situado en el distrito de Mecklemburgo Noroccidental, en el estado federado de Mecklemburgo-Pomerania Occidental (Alemania), a una altitud de 40 metros. Su población a finales de 2016 era de 3048 habs. y su densidad poblacional, 100 hab/km².

## Historia
Este es el lugar donde se construyó el castillo "Mikilenburg", el cual dio nombre a toda la región de Mecklemburgo.